# More, More, More
More, More, More (en español: Más, más, más) es una canción escrita por Gregg Diamond y grabada por la artista disco estadounidense Andrea True (bajo el nombre de Andrea True Connection). Fue lanzado en febrero de 1976 y se convirtió en su canción insignia y una de las canciones más populares de la era disco. En los Estados Unidos, alcanzó el número cuatro en el Billboard Hot 100 y pasó tres semanas en el número tres en la lista Cashbox en julio de ese año. En Canadá, fue un éxito número uno.

## Antecedentes
La canción fue grabada originalmente en un estudio de la ciudad de Kingston, Jamaica. Andrea True, si bien una actriz porno bastante conocida en las industrias de ese género, también se había dedicado al rubro de la música, escribiendo música para comerciales de televisión y cantando en varios clubes alrededor de Nueva York donde conoció a productor Gregg Diamond. En 1975 la actriz viaja al país caribeño a trabajar en un comercial de televisión para una agencia inmobiliaria de aquel país. En esos meses True recibe un llamado de Diamond para grabar un sencillo en una previa composición instrumental de su autoría en los Estados Unidos bajo su auspicio, a True le pareció una excelente oportunidad; sin embargo un intento de golpe de Estado al gobierno local le impidió salir del aquel país con los bienes monetarios obtenidos, esto por las leyes de divisas. Ingeniosamente True llama al compositor y logra convencer a este de viajar a Jamaica, para escribir la letra y grabar allí canción con ella, junto con otros músicos de estudio jamaiquinos que formarían la columna vertebral del proyecto "A. T. Connection", donde los costes serían financiados en ese momento con el dinero obtenido del comercial realizado por la actriz, y en forma de una cinta maestra, ambos logran sacar el demo del país en secreto de las autoridades.  una vez fuera de territorio antillano, la cinta fue llevada a la ciudad de la La Gran Manzana específicamente a los estudios del también productor discográfico Tom Moulton, donde sería remezclada para su difusión.

## Recepción y Popularidad
Originalmente Buddah Records (disquera encargada de su producción) decidió lanzar la canción sólo para radios de género disco en el invierno de 1975, a pesar de que para los expertos la misma podía ser calificada mejor bajo el género jazz. Para su sorpresa, la popularidad de "More, More, More" fue inmensa; El amplio interés de los oyentes convenció a la casa disquera de lanzar el sencillo comercialmente en la primavera. La canción se elevó al número cuatro en el Billboard Hot 100 de Estados Unidos y número veintitrés en la lista de singles de género soul. El sencillo fue un exitoso "disco hit" también en el extranjero, alcanzando el primer lugar en las listas de Canadá, segundo lugar en los conteos de listados en Francia, el puesto número cinco en la lista de principales sencillos del Reino Unido y número 12 en las listas principales de México para habla hispana.
Posteriormente en el año 2002, la revista especializada en música VH1, le incluyó en dos de sus listas de conteo: "100 Greatest Dance Songs in 2000", donde ocupó la posición n° 45 ; y en la lista "100 Greatest One-Hit Wonders" mostrándose en la posición n° 60.

## Posición en Listas Mundiales
| Lista (1976)                                | Mejor posición |
| ------------------------------------------- | -------------- |
| Australia (Kent Music Report)               | 19             |
| Canadá (RPM)                                | 1              |
| Francia                                     | 2              |
| Alemania (Media Control AG)                 | 9              |
| Italia                                      | 23             |
| México                                      | 12             |
| Nueva Zelanda (Recorded Music NZ)           | 25             |
| Reino Unido (UK Singles Chart)              | 5              |
| Estados Unidos (Billboard Hot 100)          | 4              |
| Estados Unidos Cashbox Top 100              | 3              |
| Estados UnidosBillboard Hot Dance Club Play | 2              |
| Estados Unidos (Adult Contemporary)         | 23             |
| Estados Unidos Record World                 | 1              |

| Lista (1976)             | Posición |
| ------------------------ | -------- |
| Australia                | 99       |
| Canadá                   | 23       |
| Reino Unido              | 66       |
| Estados Unidos Billboard | 17       |
| Estados Unidos Cashbox   | 29       |

## Versiones posteriores
Tras el éxito obtenido, la canción tuvo varias versiones, algunos de los artistas que generaron cover de la misma incluyen a famosos de la talla de Samantha Fox, Bananarama, Rachel Stevens, y Dannii Minogue. En 1999, la banda canadiense Len probó la introducción instrumental del sencillo, y la utilizó como telón de fondo para su single "Steal My Sunshine".

## En la cultura Popular
La canción también se ha utilizado en varios anuncios publicitarios de televisión; por ejemplo, La línea del coro del título fue utilizada como jingle por la cadena de supermercados canadiense Save-On-Foods. Además ha aparecido como fondo de algunas escenas para series de televisión estadounidense, como Sex and the City, Los Simpsons, y The King of Queens; E incluida en la película The Last Days of Disco, esto como parte de la banda sonora. En el episodio 1 de la primera temporada de Historias de San Francisco, el tema suena cuando llegan a la fiesta de cumpleaños de Anna Madrigal, «Las hermanas de la perpetua indulgencia».